# Юрисдикционализм
Юрисдикционализм – течение в европейской (преимущественно итальянской) общественной мысли конца XVII – начала XVIII века, один из важнейших элементов культуры раннего европейского Просвещения.
Юрисдикционализм сложился в XVII веке на основе трудов учёных ряда стран (венецианца Паоло Сарпи, голландца Петера Маастрихтского (англ. Petrus van Mastricht), француза С. де Тильмона (фр. de Tillemont)) в ходе конфликтов между юристами, представлявшими светские и церковные юридические институты. После Тридентского Собора в отношениях между государством и церковью, между религиозным и общественным сознанием наступила новая фаза. Официальная доктрина католической Церкви основывалась на представлениях о суверенности Церкви внутри светского государства и о приоритете её правовых систем (существовало даже убеждение о возможности низложения папами светских государей). Наличие двух отделённых друг от друга правовых систем, особенно на территории католических государств, а также недостаточно определённых отношений между ними, способствовало череде конфликтов между церковной и светской властями. Основными требованиями юрисдикционалистов были обычно следующие:
- Контроль над публикацией актов церковной власти со стороны монарха на его территории (так называемый exequatur).
- Контроль светской власти над перепиской папы с местными церковными властями.
- Наблюдение светских юристов за законностью деятельности церковных властей и церковного суда.
- Создание законов, ограничивающих деятельность монашеских Орденов.
- Ограничение церковной собственности (например, отмена права «мёртвой руки»).
- Введение налогов на церковное имущество в пользу светской власти.
- Контроль светской власти за печатанием церковной литературы на своей территории (imprimatur) и за назначением епископов (placet).

В конкретных ситуациях в различных католических странах выдвигались и некоторые другие требования. Особенной остротой отличались юрисдикционалистские конфликты в Неаполитанском королевстве, верховный суверенитет над которым оспаривали юристы Римской курии и неаполитанского вицекоролевского двора. В 90-х годах XVII века ситуация в Неаполе резко обострилась после того, как Церковь предприняла в 1691 году попытки ареста некоторых университетских профессоров, открыто опиравшихся в своём преподавании на учение Спинозы. Конфликт вышел на теоретический уровень.
Высшим проявлением неаполитанского юрисдикционализма стала «Гражданская история Неаполитанского королевства» (1723) Пьетро Джанноне.